# Gelobt sei Gott
Gelobt sei Gott (Originaltitel Grâce à Dieu, englischsprachiger Festivaltitel: By the Grace of God) ist ein französischer Spielfilm von François Ozon aus dem Jahr 2018. Das Drama thematisiert nach wahren Begebenheiten den Kindesmissbrauch in der katholischen Kirche. Es erzählt vom Schicksal der drei Männer Alexandre, François und Emmanuel, die in Lyon leben und während ihrer Zeit als jugendliche Pfadfinder von dem katholischen Geistlichen Bernard Preynat missbraucht wurden.
Der Film hatte seine deutsche Premiere am 8. Februar 2019 auf der Berlinale, wo der Film in den Wettbewerb um den Goldenen Bären eingeladen war, und lief am 20. Februar 2019 wie geplant in den französischen Kinos an. Ein deutscher Kinostart erfolgte am 26. September 2019.

## Handlung
Lyon, im Januar 2014: Der überzeugte Katholik Alexandre ist Familienvater und arbeitet als Finanzexperte für das Fernsehen. Als Jugendlicher wurde er bis Sommer 1986 vom katholischen Geistlichen Bernard Preynat missbraucht. 30 Jahre später wendet sich Alexandre an das unter Kardinal Philippe Barbarin geleitete Erzbistum Lyon, da er durch Zufall herausgefunden hat, dass Preynat noch immer mit Jugendlichen zusammenarbeitet. Nach einem intensiven Briefwechsel kommt es zwischen Alexandre, der für das Bistum arbeitenden Psychologin Régine Maire und Preynat zu einem gemeinsamen Treffen, das für Alexandre enttäuschend verläuft. Preynat gibt zwar zu, pädophil zu sein, bittet aber nicht um Vergebung. Alexandre wendet sich daraufhin an Kardinal Barbarin, der zwar mit ihm spricht und seine ältesten Söhne firmt, aber den Skandal nicht öffentlich machen möchte.
Als ein Jahr später der Vatikan ein Verfahren gegen einen pädophilen polnischen Priester eröffnet, versucht Alexandre weitere frühere Opfer zu finden. Die meisten scheuen sich aber vor dem Schritt in die Öffentlichkeit. Alexandre findet heraus, dass Preynat bis 1993 Jugendliche missbraucht hat, die meisten Fälle aber bereits verjährt sind. Als Preynat nicht abgesetzt wird, erstattet Alexandre offiziell Anzeige gegen ihn bei der Polizei. Er findet in François und Emmanuel zwei weitere Mitstreiter, die von Preynat missbraucht wurden. Der impulsive François erfuhr Rückhalt durch seine Eltern, die aber aus Angst um ihren Ruf in der Gemeinde nicht gegen den Priester vorgingen. Emmanuel war als Kind hochbegabt und leidet heute unter epileptischen Anfällen und einer Peniskrümmung, die aber nach so langer Zeit nicht mit Sicherheit mit dem Missbrauch in Verbindung gebracht werden kann. Er versucht sich durch Sport abzulenken. Alexandres Ehefrau Marie erzählt Emmanuel, dass sie selbst als Kind durch einen Nachbarn missbraucht wurde und so die Kraft findet, gemeinsam mit ihm zu kämpfen.
Auf der Polizeiwache gibt Preynat, der einem Verfahren wegen Missbrauch und Vergewaltigung Minderjähriger entgegensieht, gegenüber Emmanuel die Taten zu. Die Betroffenen und ihre Angehörigen schließen sich zu einer Gruppe namens La parole libérée (dt.: „Das gebrochene Schweigen“, wörtlich „Das befreite Wort“) zusammen und gehen an die Öffentlichkeit. Auch Kardinal Barbarin wendet sich an die Presse und sorgt für einen Eklat, als er die Worte „Gelobt sei Gott“ benutzt, um seine Erleichterung darüber auszudrücken, dass der Großteil der Missbrauchsfälle in der Zwischenzeit verjährt sind. Der Papst hebt daraufhin die Verjährung auf.
Weihnachten 2016 verbringen die Aktivisten von La parole libérée gemeinsam in Lyon. Einige wie der Arzt Gilles und seine Ehefrau entscheiden sich ihre Mitarbeit aufzugeben, um Ruhe zu finden. François ist Apostat geworden. Alexandre, zu Beginn des Films ein gläubiger Katholik, ist über seinen Glauben verunsichert: Auf die Frage seines Sohnes, ob sein Vater noch an Gott glaube, gibt er keine Antwort.

## Hintergrund

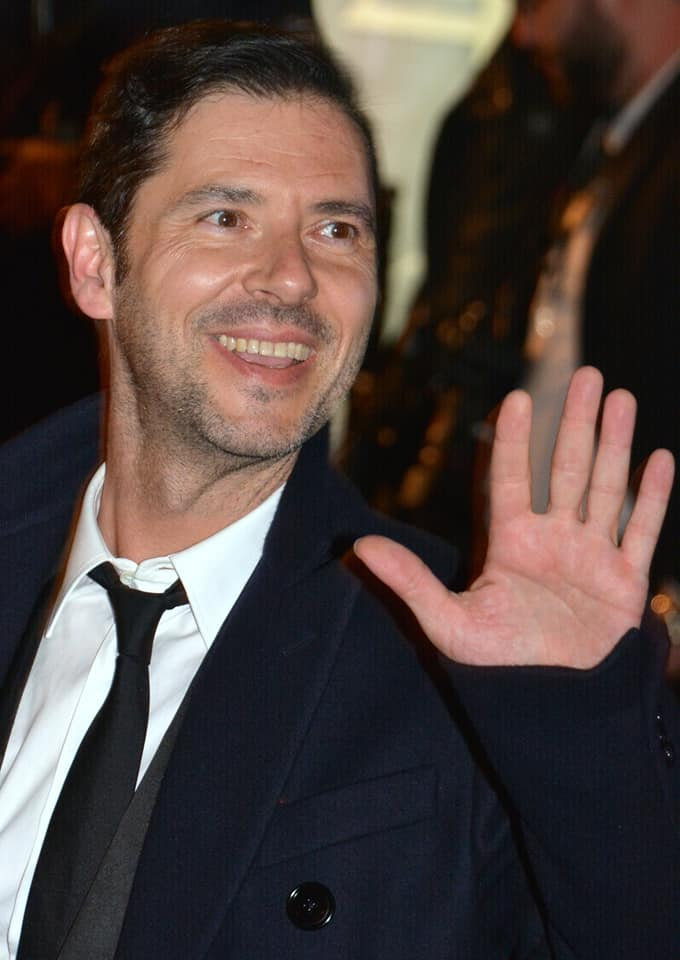
Melvil Poupaud spielt im Film Alexandre Guérin

Regisseur und Drehbuchautor Ozon orientierte sich für sein Skript an Originaldokumenten und übernahm die Dialoge oft im Wortlaut aus Briefen, Polizeiprotokollen oder von Pressekonferenzen. Auch verwendete er von den beteiligten Personen aus der katholischen Kirche, Kardinal Philippe Barbarin, Pater Bernard Preynat und der zur damaligen Zeit ehrenamtlich für die katholische Kirche tätigen Psychologin Régine Maire, die echten Namen. Um bei den Dreharbeiten nicht behindert zu werden, drehte Ozon alle Innenszenen in Kirchen in Belgien oder Luxemburg, viele Szenen in Paris und nur an vier Tagen Außenszenen in Lyon, wobei „Alexandre“ als Codename für den Film verwendet wurde. Eine Klage Preynats, den Kinostart in Frankreich auf nach Abschluss seines Gerichtsverfahrens wegen sexuellen Missbrauchs an Minderjährigen zu verschieben, wurde erstinstanzlich am 18. Januar 2018 abgelehnt. Die Kunstfreiheit sei in diesem Fall als wichtiger einzustufen als die Unschuldsvermutung des Angeklagten. Das Berufungsgericht bestätigte das Urteil am 26. Juni 2019. Auch eine Klage Régine Maires auf Entfernung ihres Namens aus dem Film wurde am 19. Januar 2019 vom zuständigen Gericht abgelehnt.
Parallel zur Entstehung des Films fanden in Frankreich Prozesse gegen Vertreter der Kirche statt, da verschiedene Mitglieder des Opferverbands La parole libérée Anzeige erstattet hatten. Am 7. März 2019 wurde Kardinal Barbarin wegen Nicht-Anzeige sexuellen Missbrauchs zu einer sechsmonatigen Bewährungsstrafe verurteilt. Gegen das Urteil wurde Berufung eingelegt. Am 30. Januar 2020 wurde Kardinal Barbarin in zweiter Instanz freigesprochen. Lange hatte der Papst gezögert, am 6. März 2020 kam er dem Wunsch von Erzbischof Philippe Barbarin nach und nahm dessen Rücktritt an. Trotz eines Freispruchs in einem Missbrauchsprozess sah Barbarin sich zur Ausübung seines Amtes nicht mehr in der Lage. Bernard Preynat wurde zu fünf Jahren Haft wegen Kindesmissbrauchs verurteilt – die Haftstrafe muss er aber vorerst nicht antreten.
Im Zuge der Diskussion um die Missbrauchsfälle wurde die Verjährungsfrist für sexuellen Missbrauch an Minderjährigen in Frankreich von 20 auf 30 Jahre verlängert.

## Rezeption
Grâce à Dieu erhielt im internationalen Kritikenspiegel der britischen Fachzeitschrift Screen International 2,4 von vier möglichen Sternen und belegte damit einen 7. Platz unter allen 16 Berlinale-Wettbewerbsfilmen. Emin Alpers Eine Geschichte von drei Schwestern und Nadav Lapids Synonymes (je 3,0) führten die Rangliste an.
Nils Minkmar schrieb auf spiegel.de unter anderem, der Film sei „eine Institutionenkritik, wie sie heilsamer kaum sein könnte“.

## Auszeichnungen
Gelobt sei Gott gewann 2019/20 vier Film- und Festivalpreise und wurde für 19 weitere nominiert, darunter folgende:
| Filmpreis/-festival                       | Kategorie                             | Preisträger/ Nominierte                      | Resultat  |
| ----------------------------------------- | ------------------------------------- | -------------------------------------------- | --------- |
| Internationale Filmfestspiele Berlin 2019 | Silberner Bär – Großer Preis der Jury | François Ozon                                | Gewonnen  |
| Internationale Filmfestspiele Berlin 2019 | Goldener Bär                          | François Ozon                                | Nominiert |
| Las Palmas Film Festival 2019             | Bester Darsteller                     | Swann Arlaud, Denis Ménochet, Melvil Poupaud | Gewonnen  |
| Louis-Delluc-Preis 2019                   | Bester Film                           | François Ozon                                | Nominiert |
| Stockholm Film Festival 2019              | FIPRESCI-Preis – Bester Film          | François Ozon                                | Gewonnen  |
| Prix Lumières 2020                        | Bester Film                           | Eric Altmayer Nicolas Altmayer François Ozon | Nominiert |
| Prix Lumières 2020                        | Bester Darsteller                     | Swann Arlaud                                 | Nominiert |
| Prix Lumières 2020                        | Bestes Drehbuch                       | François Ozon                                | Nominiert |
| Prix Lumières 2020                        | Beste Kamera                          | Manuel Dacosse                               | Nominiert |
| Prix Lumières 2020                        | Beste Filmmusik                       | Evgueni Galperine Sacha Galperine            | Nominiert |
| César 2020                                | Bester Film                           | Eric Altmayer Nicolas Altmayer François Ozon | Nominiert |
| César 2020                                | Beste Regie                           | François Ozon                                | Nominiert |
| César 2020                                | Bester Hauptdarsteller                | Melvil Poupaud                               | Nominiert |
| César 2020                                | Beste Nebendarstellerin               | Josiane Balasko                              | Nominiert |
| César 2020                                | Bester Nebendarsteller                | Swann Arlaud                                 | Gewonnen  |
| César 2020                                | Bester Nebendarsteller                | Denis Ménochet                               | Nominiert |
| César 2020                                | Bestes Originaldrehbuch               | François Ozon                                | Nominiert |
| César 2020                                | Bester Schnitt                        | Laure Gardette                               | Nominiert |
| César 2020                                | César des lycéens                     | François Ozon                                | Nominiert |